# ناحیه راکای
ناحیه راکای (به لاتین: Rakai District) یک منطقهٔ مسکونی در اوگاندا است که در استان مرکزی، اوگاندا واقع شده‌است. ناحیه راکای ۵۱۸٬۰۰۸ نفر جمعیت دارد.